# Владимир Соловјов
Владимир Сергејевич Соловјов (рус. Влади́мир Серге́евич Соловьёв; Москва, 28. јануар 1853 — Узкоје, 30. август 1900) био је руски филозоф, теолог, песник, писац памфлета и књижевни критичар, који је играо значајну улогу у развоју руске филозофије и поезије с краја 19. и духовног препорода с почетка 20. века.

## Живот и рад
Владимир Сергејевич Соловјов, син историчара Сергеја Михајловича Соловјова, рођен је у Москви, 28. јануара 1853. Његова мајка, Поликсена Владимировна, била је пољског порекла, и међу њеним прецима био је мислилац Григориј Сковорода.
У својим тинејџерским даним Соловјов се одрекао православља зарад нихилизма, али је касније његово неодобравање позитивизма виђено као изражавање ставова у складу са ставовима православне цркве.
У свом делу „Криза западне филозофије: Против позитивизма“ Соловјов је критиковао позитивистичко одбијање Аристотеловог есенцијализма, односно филозофског реализма. Позитивизам, према Соловјову, само потврђује појаву неког објекта, негирајући интуитивну реалност коју људи доживљавају као део своје свести.
Владимир Соловјов постао је пријатељ и повереник Фјодора Достојевског. Супротно од ставова Достојевског, Соловјов је био наклоњен римокатоличкој цркви. Он се залагао за укидање раскола (екуменизам, соборност) између православне и католичке цркве - евентуално, „са етичке и социјалне тачке гледишта“, спајајући све у католицизам.
Соловјов се никада није женио, нити је имао децу, али, водио је идеализоване односе, које је овековечио у својој духовној љубавној поезији, укључујући две жене по имену Софија. Одбацио је тврдње мистичне Ане Шмит, која је тврдила да је његов божански партнер.
Соловјов је умро као сиромашни бескућник 1900. године, остављајући свог брата Михајла Сергејевича и неколико колега да бране његово интелектуално наслеђе.

## Филозофија Владимира Соловјова
Основна идеја његове религиозне филозофије је Софија –Душа Света, схваћена као мистично космичко биће, које уједињује Бога са земаљским светом.
Софија представља по својој суштини вечну женственост у Богу, и истовремено, Божју промисао света. Ова слика се налази у Библији. Соловјову је пак она откривена у мистичној визији, о којој сведочи његова песма „Три посете".
Идеја Софије се реализује тројако: у теософији се формира представа о њој, у теургији бивствује, и у теократији се она оваплоћује.
Теософија је дословно Божанска мудрост. То је по својој суштини синтеза научних открића и откровења хришћанске религије у оквиру свеукупног знања. Вера није у супротности са разумом, него га допуњује. Соловјов признаје идеју еволуције, али сматра да је то покушај превладавања греховног пада кроз пробој према Богу. Еволуција пролази кроз пет фаза или "царства": минерално, биљно, животињско, људско и Божанско.
Теургија је дословно Богоделовање. Соловјов се одлучно супротставио моралној неутралности науке. Теургија – то је поступак прочишћења, без којег је немогућа спознаја истине. У њеној основи лежи гајење хришћанске љубави као одрицање од самопотврђивања ради јединства са другима.
Теократија је буквално Божија сила, оно, што је Чаадајев назвао савршеним системом. „Теократску мисију” Соловјов је поверио Русији, истовремено задржавајући симпатију према католицизму. Теократија се састоји у „истинској солидарности свих народа и класа", као и у„ хришћанству, оствареном у друштвеном животу".
На филозофију Соловјова у великој мери су утицале идеје руског религиозног мислиоца Николаја Фјодорова. Соловјев је сматрао  Фјодорова својим „учитељем и духовним оцем", назвајући га генијалним мислиоцем.

## Учење о праву Владимира Соловјова
Морал увек тежи да изгради идеал; пропише одговарајуће понашање, усмерен само на унутрашњу страну воље појединца.
Право носи условни карактер и претпоставља ограничења, јер је у правној области важно дело и његов резултат; разматра спољну манифестацију воље - имовину, деловање, резултат деловања.Задатак права није да се Божје царство створи на Земљи, него да не претвори живот људи у пакао.
Сврха права јесте уравнотежити два морална итереса: личну слободу и опште добро. „Опште добро” треба да ограничиава приватне интересе људи, али их не може заменити. Због тога се Соловјов противио смртној казни и доживотном затвору, који су по његовом мишљењу у супротности са суштином закона.Закон је„ ограничавање личне слободе захтевима општег добра".
Особености закона:
- јавност;
- конкретност;
- реална применљивост.

Особености власти:
- доношење закона;
- правично суђење;
- спровођење закона.

Држава штити интересе грађана. Хришћанска држава штити интересе грађана и тежи да побољша услове људског постојања у друштву; води рачуна о материјално сиромашним особама.
Напредак државе састоји се у томе да „уз што мање могућа ограничења унутрашњег моралног света особе обезбеди што је могуће верније и шире спољашње услове за достојно постојање и напредак људи."
„Правна принуда не приморава никога да буде добронамеран. Њен задатак је да спречи злог човека да постане злочинац (опасан за друштво)". Друштво не може живети искључиво само по моралном закону. За заштиту свих интереса потребни су правни закони и држава.

## Утицај
Широко је распрострањено мишљење да је Соловјов био главна инспирација за Достојевског за ликове Аљоше и Ивана Карамазова у делу Браћа Карамазови. Утицај Соловјова се такође може видети у делима симболиста и неоидеалиста касније руске совјетске ере. Његова књига „Смисао љубави“ може се посматрати као један од филозофских извора Толстојеве „Кројцерове сонате“ (1889). Ово је такође дело у коме је увео појам “сизиги” да би означио “блиски савез”.
Соловјов је утицао на религиозну филозофију Николаја Берђајева, Сергеја Булгакова, Флоренског, Франка, на идеје Рудолфа Штајнера и поезију и теорију руских симболиста, односно Белија, Блока и других.